# Lista över fornlämningar i Ulricehamns kommun (Grönahög)
Lista över fornlämningar i Ulricehamns kommun (Grönahög) är en förteckning av ett urval av de fornlämningar som finns i Grönahög i Ulricehamns kommun.
| Namn          | Lämningstyp    | Tillkomsttid | Historisk indelning     | Plats | Läge                 | ID-nr          | Bild                                 |
| ------------- | -------------- | ------------ | ----------------------- | ----- | -------------------- | -------------- | ------------------------------------ |
| Grönahög 9:1  | Röse           |              | Grönahög, Västergötland |       | 57.694931, 13.582919 | 10167500090001 | Ladda upp en bild av detta fornminne |
| Grönahög 11:1 | Röse           |              | Grönahög, Västergötland |       | 57.677278, 13.584280 | 10167500110001 | Ladda upp en bild av detta fornminne |
| Grönahög 12:1 | Röse           |              | Grönahög, Västergötland |       | 57.684430, 13.587615 | 10167500120001 | Ladda upp en bild av detta fornminne |
| Grönahög 12:2 | Stensättning   |              | Grönahög, Västergötland |       | 57.684662, 13.587763 | 10167500120002 | Ladda upp en bild av detta fornminne |
| Grönahög 13:1 | Röse           |              | Grönahög, Västergötland |       | 57.689855, 13.586487 | 10167500130001 | Ladda upp en bild av detta fornminne |
| Grönahög 13:2 | Röse           |              | Grönahög, Västergötland |       | 57.689677, 13.586517 | 10167500130002 | Ladda upp en bild av detta fornminne |
| Grönahög 15:1 | Stensättning   |              | Grönahög, Västergötland |       | 57.691645, 13.581551 | 10167500150001 | Ladda upp en bild av detta fornminne |
| Grönahög 18:1 | Röse           |              | Grönahög, Västergötland |       | 57.696219, 13.591181 | 10167500180001 | Ladda upp en bild av detta fornminne |
| Grönahög 18:2 | Röse           |              | Grönahög, Västergötland |       | 57.695962, 13.590839 | 10167500180002 | Ladda upp en bild av detta fornminne |
| Grönahög 19:1 | Röse           |              | Grönahög, Västergötland |       | 57.655772, 13.593066 | 10167500190001 | Ladda upp en bild av detta fornminne |
| Grönahög 21:1 | Röse           |              | Grönahög, Västergötland |       | 57.654190, 13.585426 | 10167500210001 | Ladda upp en bild av detta fornminne |
| Grönahög 22:1 | Röse           |              | Grönahög, Västergötland |       | 57.654098, 13.584972 | 10167500220001 | Ladda upp en bild av detta fornminne |
| Grönahög 22:2 | Röse           |              | Grönahög, Västergötland |       | 57.653721, 13.584982 | 10167500220002 | Ladda upp en bild av detta fornminne |
| Grönahög 22:3 | Stensättning   |              | Grönahög, Västergötland |       | 57.654019, 13.584981 | 10167500220003 | Ladda upp en bild av detta fornminne |
| Grönahög 23:1 | Röse           |              | Grönahög, Västergötland |       | 57.668872, 13.561556 | 10167500230001 | Ladda upp en bild av detta fornminne |
| Grönahög 24:1 | Stenkammargrav |              | Grönahög, Västergötland |       | 57.665455, 13.588480 | 10167500240001 | Ladda upp en bild av detta fornminne |
| Grönahög 47:1 | Stensättning   |              | Grönahög, Västergötland |       | 57.717471, 13.562751 | 10167500470001 | Ladda upp en bild av detta fornminne |
| Grönahög 48:1 | Stensättning   |              | Grönahög, Västergötland |       | 57.711885, 13.565417 | 10167500480001 | Ladda upp en bild av detta fornminne |
| Grönahög 54:1 | Röse           |              | Grönahög, Västergötland |       | 57.707844, 13.601094 | 10167500540001 | Ladda upp en bild av detta fornminne |
| Grönahög 55:1 | Röse           |              | Grönahög, Västergötland |       | 57.707077, 13.600633 | 10167500550001 | Ladda upp en bild av detta fornminne |
| Grönahög 62:1 | Röse           |              | Grönahög, Västergötland |       | 57.663576, 13.598528 | 10167500620001 | Ladda upp en bild av detta fornminne |
| Grönahög 68:1 | Gravfält       |              | Grönahög, Västergötland |       | 57.654755, 13.586050 | 10167500680001 | Ladda upp en bild av detta fornminne |
| Grönahög 69:1 | Röse           |              | Grönahög, Västergötland |       | 57.652963, 13.583184 | 10167500690001 | Ladda upp en bild av detta fornminne |
| Grönahög 70:1 | Röse           |              | Grönahög, Västergötland |       | 57.659337, 13.587845 | 10167500700001 | Ladda upp en bild av detta fornminne |
| Grönahög 71:1 | Stensättning   |              | Grönahög, Västergötland |       | 57.653779, 13.588025 | 10167500710001 | Ladda upp en bild av detta fornminne |
| Grönahög 71:2 | Stensättning   |              | Grönahög, Västergötland |       | 57.653651, 13.587916 | 10167500710002 | Ladda upp en bild av detta fornminne |
| Grönahög 73:1 | Stensättning   |              | Grönahög, Västergötland |       | 57.652316, 13.597378 | 10167500730001 | Ladda upp en bild av detta fornminne |
| Grönahög 74:1 | Hög            |              | Grönahög, Västergötland |       | 57.657232, 13.595209 | 10167500740001 | Ladda upp en bild av detta fornminne |
| Grönahög 75:1 | Röse           |              | Grönahög, Västergötland |       | 57.703593, 13.589775 | 10167500750001 | Ladda upp en bild av detta fornminne |